# 굴리엘모 8세 델 몬페라토 변경백
굴리엘모 8세 팔레올로고 델 몬페라토 변경백(이탈리아어: Guglielmo VIII Paleologo, marchese del Monferrato: 1420년 7월 19일 - 1483년 2월 27일)는 1464년부터 1483년까지 몬페라토 변경백국을 통치한 변경백이다.

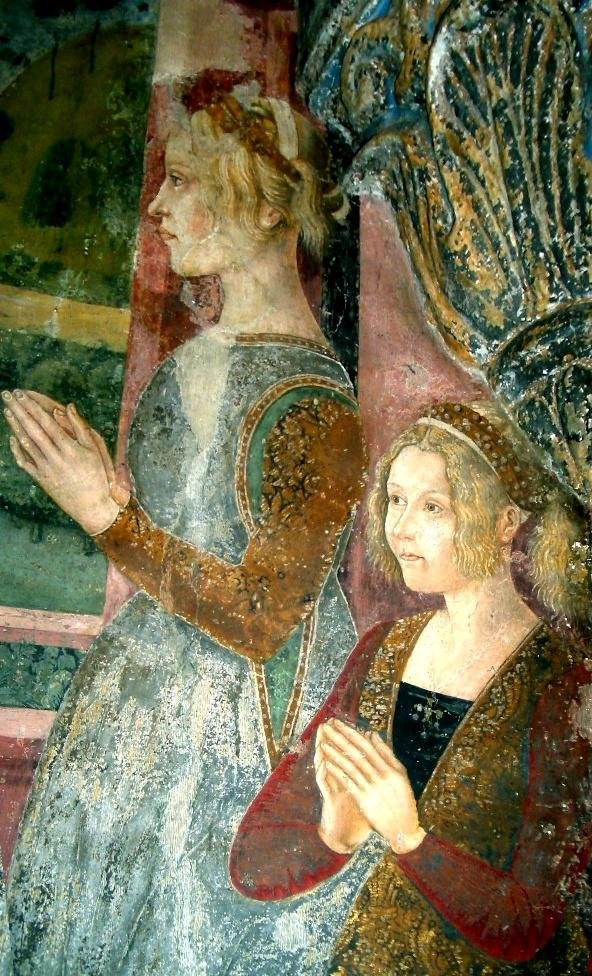
세랄룬가디크레아의 카펠라 디 산타 마르게리타(Cappella di Santa Margherita) 교회 프레스코에 있는 굴리엘모의 두 딸 (마에스트로 디 크레아 작품)

굴리엘모는 조반니 자코모의 둘 째 아들이며, 그의 형인 조반니 4세가 사망하면서 백작 지위를 계승하였다. 그는 1435년부터 사보이아에게 상실한 영토를 신성 로마 제국 황제 프리드리히 3세를 통해 회복하였다. 굴리엘모는 밀라노의 프란체스코 1세 스포르차의 콘도티에로로서 활동하였고 이후에는 프란체스코의 아들인 잔 갈레아초의 스승 역을 맡기도 하였다. 잔 갈레아초가 암살당한 후, 그는 밀라노 공국의 조정자 역을 맡았었다.
굴리엘모는 1465년 1월 19일 가스통 4세 드 푸아의 딸 마리 드 푸아(Marie de Foix)와 초혼을 하였고, 1469년 7월 18일에 밀라노 공작 프란체스코 1세 스포르차의 딸인 엘리사베타 스포르차(Elizabetta Sforza)와 두 번째 혼인을, 1474년 1월 6일 베르나르드 드 브로스(Bernarde de Brosse)와 마지막 결혼식을 올렸다.
굴리엘모는 세 번이나 혼인을 치뤘지만, 오직 사생아 아들 하나만을 두었다. 그때부터 그는 그의 딸들을 결혼시켰다.
- 조반나(Giovanna) : 루도비코 2세 디 살루초 변경백와 혼인함.
- 비안카 디 몬페라토 : 카를로 1세 디 사보이아 공작와 혼임함.

그는 카살레몬페라토에서 사망하였고, 그의 자리는 형제인 보니파초 3세가 이어받았다.
| 전임 조반니 4세 | 몬페라토 변경백 1464년 - 1483년 | 후임 보니파초 3세 델 몬페라토 |